# Indicador metalcrómico
Un indicador metalcrómico o indicador complexométrico es un colorante ionocrómico, lo que significa que altera el color en presencia de ciertos iones y revierte a su estado inicial cuando se elimina ese ion. Estos indicadores forman un complejo débil con los iones presentes en la disolución, que tiene un color significativamente diferente a cuando no se forma el complejo. Esta propiedad los hace útiles para la cuantificación de cationes de metales en distintos medios.

## Usos como indicadores de valoraciones complexométricas
En química analítica, los indicadores metalcrómicos se utilizan en la valoración complexométrica para indicar el momento exacto en que todos los iones metálicos de la disolución son secuestrados por un agente quelante (por lo general suele ser EDTA). Tales indicadores son también llamados por esta razón indicadores complexométricos.
Algunos indicadores complexométricos son sensibles al aire y se destruyen. Cuando tal disolución pierde color durante la valoración, una o dos gotas de indicador fresco puede tener que ser añadido para seguir con la valoración.

## Ejemplos de indicadores metalcrómicos
Algunos de los más usados en las valoraciones complexométricas con EDTA son:
- Calceína: para metales alcalinotérreos, de transición, lantánidos... Aunque sobre todo se usa para la valoración complexométrica del calcio.[2]
- Negro de eriocromo T: para calcio, magnesio, zinc y aluminio.
- Murexida: para calcio y tierras raras.
- Curcumina: para boro.
- Hematoxilina: para cobre.
- Calmagita: Para calcio y magnesio.
- Ditizona: para zinc y plomo.
- Naranja de xilenol: para metales de transición, galio, indio, plomo, bismuto, torio...
- Violeta de pirocatecol: para bismuto y torio.
- Azul de hidroxinaftol.